# Serpentinsten

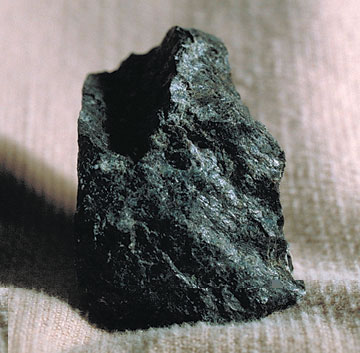
Serpentin

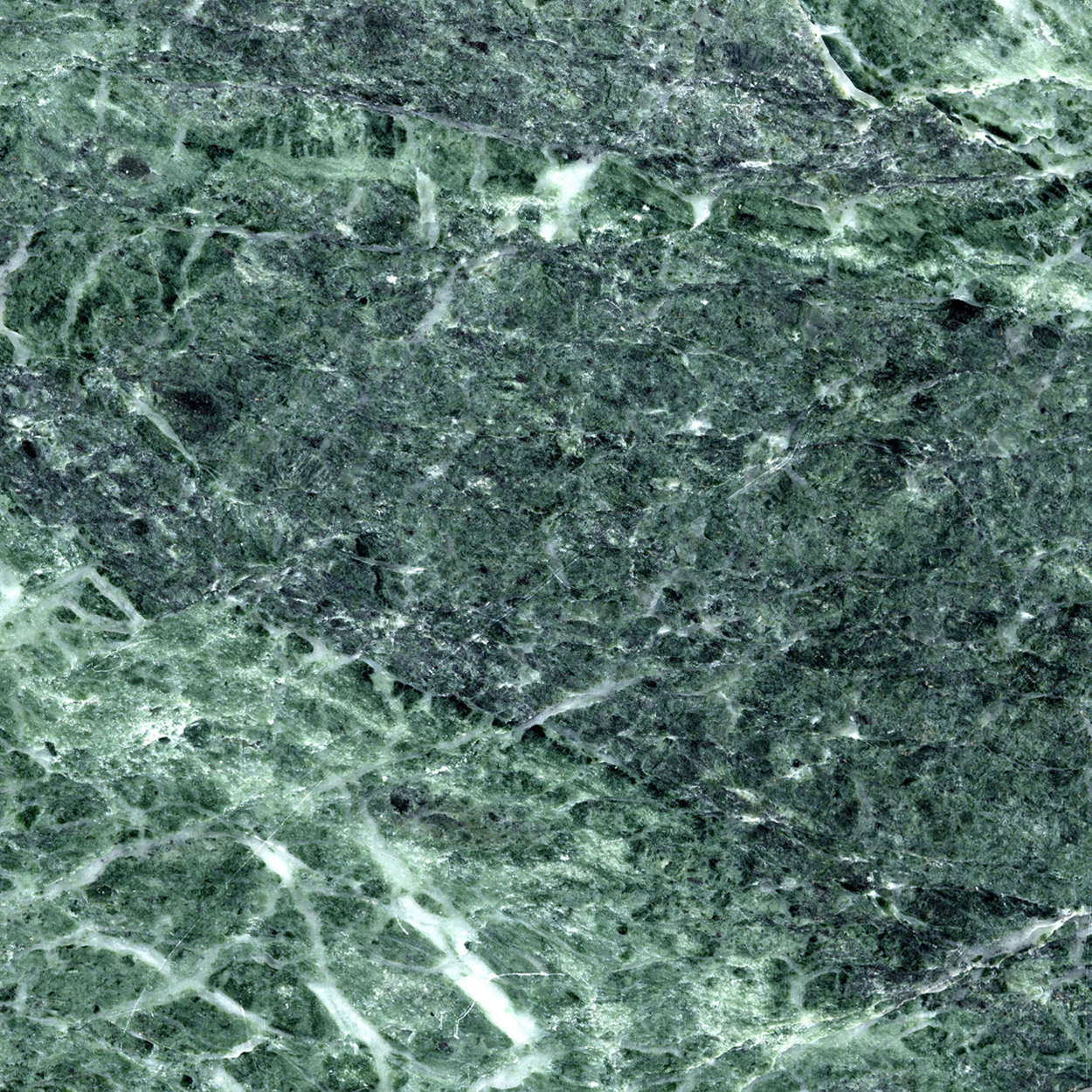
Polerad serpentinsten från Aostadalen

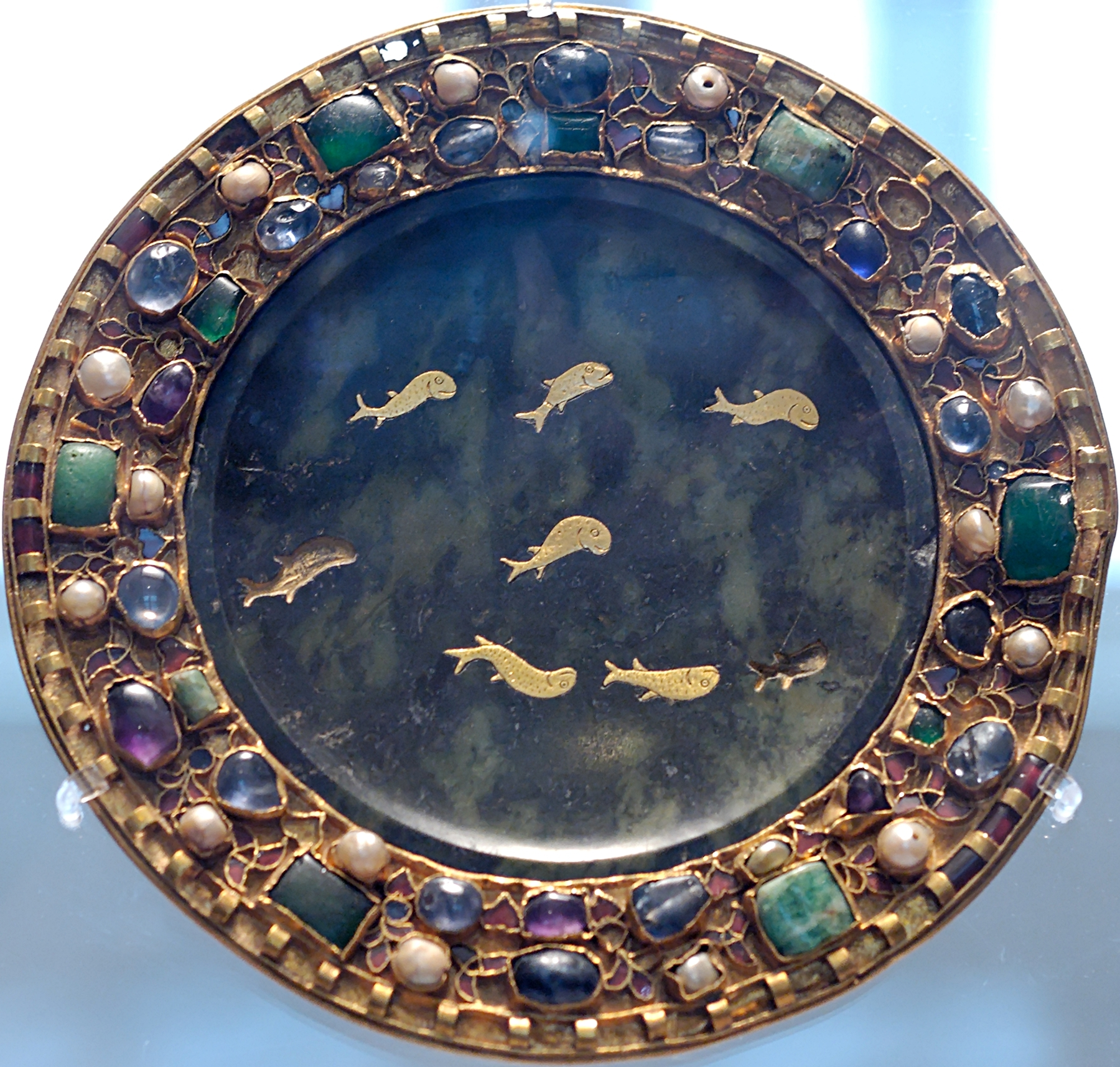
Paten i serpentin från första århundradet e Kr, Louvren

För mineralen kallade serpentin se serpentinserien.

Ljusstakar från 1600-talets senare hälft, gjorda av svarvad serpentin. Skoklosters slott.

Dryckeskanna av serpentinsten, 1600-talets andra hälft. Skoklosters slott.

Serpentinsten, serpentinit eller serpentin, är en metamorf bergart bestående av en eller flera magnesium-järn-phyllosilikater, med kemisk formel (Mg,Fe,[Ni])3Si2O5(OH)4.

## Användningsområden
Begreppet serpentinsten kan beteckna ett tjugotal varianter inom serpentingruppen av phyllosilikater och är ett viktigt industrimineral. Det används för murning av ugnar och eldstäder och som ett alternativ till täljsten som värmelagringsmedium i braskaminer. Tidigare har serpentinsten - i form av krysotil (vit asbest) - använts i stor skala för friktionsbelägg i bromsskivor och i asbestcement, men användningen är numera kraftigt reducerad på grund av krysotils cancerogena egenskaper.
Många typer av serpentinsten, framför allt antigorit används som råvara för snidade smycken, och benämns i sådana sammanhang halvädelsten.[källa behövs] Den är något hårdare än jade, som det ibland kan förväxlas med i smyckessammanhang. Den svarvas och täljs också som stenkonsthantverk. Venus från Galgenberg, en 30 000 år gammal Venusfigurin, är till exempel snidad ur grön serpentin. 
Serpentin används i byggnadssammanhang som väggmaterial inomhus.[källa behövs] I Sverige är sådan byggnadssten oftast importerad från Italien, där Aostadalen är ett stort brytningsområde.

## Förekomst
Serpentinsten är vanligt förekommande i världen. På den södra, italienska sidan av Monte Rosa finns ett väldigt flyttblock av serpentin. Det finns också på många håll i Sverige.
I Vapstens sameby i Storumans kommun finns en serpentinförekomst, vilken utgör huvuddelen av det enligt samisk tradition heliga berget Atoklinten  i kulturreservatet med samma namn. På berget finns också rester efter en mycket gammal brytning i dagbrott av vit asbest.
Andra svenska förekomster är till exempel i Smålands Taberg, Sala silvergruva och Norbergs bergslag. I Karlsborgsfältet, nära Hofors i Gästrikland har brutits en serpentinsten med låg halt av kalium, som har goda egenskaper som isoleringsmaterial i radioaktiva miljöer.

## Påverkan på floran
Serpentinstenen i Atoklimpen innehåller också nickel, vilket gör den giftig för flertalet växter. Bland annat vissa arter av nejlikväxter kan dock växa på serpentin. Växter som enbart växer på denna serpentinsten är bland annat kal fjällarv och kal rödblära. Serpentin i berggrunden har också en stor morfologisk påverkan på naturen både genom sina höga halter av tungmetall och genom att vara mycket basisk: växter tenderar att växa i dvärgform i stället för i normal storlek.
Botanikern Olof Rune har påvisat att Skandinaviens serpentinhaltiga berg har en speciell flora, benämnd serpentinicola växter, eller serpentinofyter, till vilka hör ängssyra, rödblära och krypven. En av Olof Rune dokumenterad variant av arten fjällnejlika (Lychnis alpina var. serpentinicola) har på svenska fått namnet Serpentinnejlika alternativt Spenslig fjällnejlika. Den är i Sverige känd endast på serpentinhaltig berggrund.